# روث ستاوت
روث ستاوت (بالإنجليزية: Ruth Stout)‏ هي كاتِبة أمريكية، ولدت في 14 يونيو 1884 في توبيكا في الولايات المتحدة، وتوفيت في 22 أغسطس 1980 في Redding, Connecticut ‏ في الولايات المتحدة.

## وصلات خارجية
- روث ستاوت على موقع IMDb (الإنجليزية)